# Michael Lüftner
Pour les articles homonymes, voir Lüftner.
Michael Lüftner, né le 14 mars 1994 à Chabařovice en Tchéquie, est un footballeur international tchèque qui évolue au poste de défenseur central au FK Teplice.

## Biographie

### Teplice
Lüftner est formé au FK Teplice, qui lui permet de débuter en pro le 21 octobre 2012 dans un match perdu 2-0 sur la pelouse du FC Hradec Králové. Le 11 novembre de la même année, il inscrit son premier but, lors d'une victoire des siens 3-0 contre le Slovan Liberec.

### Slavia Prague
Il signe en décembre 2016 un contrat courant jusqu'en 2020 avec le SK Slavia Prague, et débute sous ses nouvelles couleurs le 18 février 2017, contre le FC Vysočina Jihlava (victoire 2-0 du Slavia).

### FC Copenhague
Michael Lüftner ne reste finalement pas longtemps au Slavia Prague, puisque le club annonce son transfert vers le FC Copenhague dès le 11 mai 2017. Lüftner arrive donc dans son nouveau club au début de l'été. 
Au sein du club danois, il devient rapidement titulaire, débutant en championnat dès le 15 juillet 2017, contre l'Aalborg BK, les deux équipes se quittant sur un match nul un but partout.
Le 18 mars 2018, il inscrit son premier but avec le FC Copenhague sur la pelouse du Silkeborg IF, et les siens remportent le match (1-3 score final).
Au début de la saison 2018-2019 il perd sa place de titulaire au profit d'Andreas Bjelland tout juste arrivé au club, puis il se blesse gravement en septembre 2018, d'une rupture du ligament croisé qui le tient éloigné des terrains jusqu'à la fin de la saison.

### Prêt à l'Omonia Nicosie
Le 20 juin 2019 est annoncé que Michael Lüftner est prêté une saison à l'Omonia Nicosie,.
Lüftner inscrit son premier but pour l'Omonia Nicosie le 6 février 2020, lors d'une rencontre de Coupe de Chypre face au Doxa Katokopias. Il est titularisé lors de cette rencontre remportée par son équipe (4-1 score final).

### Fehérvár FC
Le 3 juin 2021, Michael Lüftner rejoint la Hongrie afin de s'engager en faveur du Fehérvár FC.

### Retour au FK Teplice
Après plusieurs mois sans club, Michael Lüftner trouve un nouveau point de chute à l'été 2023, faisant son retour au FK Teplice, où il a débuté en professionnel.

### En sélection nationale
Avec les moins de 17 ans, il inscrit un but lors d'un match amical contre l'Italie en mars 2011. Il participe ensuite au championnat d'Europe des moins de 17 ans en mai 2011. Lors de cette compétition, il joue trois matchs, avec pour résultats trois nuls. Le mois suivant, il participe à la Coupe du monde des moins de 17 ans organisée au Mexique. Lors du mondial junior, il joue trois matchs, avec pour résultats une victoire et deux défaites.
Avec les espoirs, il participe au championnat d'Europe espoirs en 2017. Lors de cette compétition, il joue trois matchs, inscrivant à nouveau un but contre l'Italie.
Le 1er septembre 2017, Lüftner figure pour la première fois sur le banc des remplaçants de l'équipe A, lors d'un match contre l'Allemagne. Il honore sa première sélection avec l'équipe de Tchéquie contre l'équipe de Saint-Marin le 8 octobre 2017. Les Tchèques s'imposent 5-0 lors de ce match.